# Der Boss (Pornofilm)
Hard Movie Project ist ein Pornofilm der Regisseurin Jenny Forte aus dem Jahr 2005. Er wurde unter dem deutschen Titel Der Boss bei den Eroticline Awards als „Bester deutscher Film“ ausgezeichnet.

## Handlung
Francesco hatte eine sensationelle Karriere in der Hardcorebranche. Er ist nun Produzent und gibt seine Fähigkeiten an den Nachwuchs weiter:
Um einen erfolgreichen Film zu drehen, muss man zur richtigen Zeit am richtigen Ort zu sein. Also planst du, zufällige Ereignisse in diesem Film zusammenzustellen, die du in deiner Stadt an verschiedenen Locations drehst. In einem Stripclub, einer Lounge, einem Studio oder auch direkt hinter einer nahe gelegenen Tür.
Szenen:
- Szene 1: Alexia Morgan, Francesco Malcom (Facial)
- Szene 2: Angelica Wild, Bambola, Francesco Malcom (Anal, Facial und CumSwap)
- Szene 3: Alyson Ray, Horst Baron (Anal und Facial)
- Szene 4: Lydia St. Martin, Don Fernando (Anal)
- Szene 5: Uma Best, Francesco Malcom (Facial)

## Auszeichnungen
- 2005: Eroticline Award – Bester deutscher Film[1]

## Vertrieb
In Deutschland wurde der Film unter dem Titel "Der Boss" von Goldlight vertrieben und auf DVD veröffentlicht.